# Cardwell (Montana)
Cardwell è un census-designated place degli Stati Uniti d'America, nello stato del Montana, nella Contea di Jefferson. Nel 2000 contava 40 abitanti.